# Албания на «Евровидении-2007»
Выступление Албании на конкурсе песни Евровидение 2007, который прошёл в столице Финляндии в городе Хельсинки, стал 4-м конкурсом на Евровидении для Албании.

## Исполнитель
Фредерик уже побеждал на «Фестивале и Кенгес» в 1989 году вместе с Маньолой Наллбани и Юлией Ндочи. На Евровидении-2007 Фредерик выступил вместе с женой Аидой.

## Национальный отбор
Финал национального отбора прошёл 23 декабря в рамках «Festivali I Këngës» во дворце конгрессов в Тиране. В финале приняли участие 16 исполнителей. Победитель финала был определён решением жюри (7/9) и телеголосованием (2/9). 21 и 22 декабря состоялись полуфиналы. Победители были выбраны 100 % голосованием жюри.
Результаты финала:
1. Aida & Frederik Ndoci — Balada e gurit (55 очков)
2. Rosela Gjylbegu — Pa ty, pa mua (52 очков)
3. Mariza Ikonomi — Ku është dashuria (49 очков)
4. Amarda Arkaxhiu — Por ti mos trego (49 очков)
5. Greta Koçi — Eja zemër (40 очков)
6. Evis Mula — Rrëfim në mesnatë (39 очков)
7. Alban Skenderaj — Eklips (37 очков)
8. Jonida Maliqi — Pa identitet (21 очко)
9. Arbër Arapi — Në fund të botës (14 очков)
10. Herciana Matmuja — Ah jetë, oh jetë (11 очков)
11. Alberie Hadërgjonaj — Të dua zemër ty të dua (10 очков)
12. Eliza Hoxha — Hajde sonte (10 очков)
13. Saimir Braho — Mik i dhimbies (6 очков)
14. Kujtim Prodani — Kjo është jeta (4 очка)
15. Besiana Mehmeti & Mustafa Ymeri — Kepi i shpresës së mirë (3 очка)
16. Tonin Marku — Ëndrra ime (0 очков)

## Голосование
Албания в финал не прошла.В полу-финале Албании самое большое (10) баллов дала  Македония
| Голоса албанских телезрителей | Голоса албанских телезрителей |
| ----------------------------- | ----------------------------- |
| Оценка                        | Страна                        |
| 12                            | Испания                       |
| 10                            | Турция                        |
| 8                             | Босния и Герцеговина          |
| 7                             | Греция                        |
| 6                             | Германия                      |
| 5                             | Ирландия                      |
| 4                             | Франция                       |
| 3                             | Македония                     |
| 2                             | Белоруссия                    |
| 1                             | Сербия                        |